# Neufchâtel-sur-Aisne
Neufchâtel-sur-Aisne ist eine französische Gemeinde mit 423 Einwohnern (Stand 1. Januar 2022) im Département Aisne in der Region Hauts-de-France; sie gehört zum Arrondissement Laon und zum Kanton Villeneuve-sur-Aisne.

## Geographie
Die Gemeinde Neufchâtel-sur-Aisne liegt 20 Kilometer nördlich von Reims an der Mündung der Retourne in die Aisne und am parallel zur Aisne verlaufenden Aisne-Seitenkanal, der im unmittelbar östlich angrenzenden Département Ardennes als Ardennenkanal in Richtung Maas weiterführt. Im Süden reicht das Gemeindegebiet bis in das Tal der Suippe. Nachbargemeinden von Neufchâtel-sur-Aisne sind Évergnicourt im Norden, Brienne-sur-Aisne im Osten, Pignicourt im Süden, Villeneuve-sur-Aisne im Südwesten und Westen sowie Proviseux-et-Plesnoy im Nordwesten.

## Bevölkerungsentwicklung
| Jahr                       | 1962 | 1968 | 1975 | 1982 | 1990 | 1999 | 2006 | 2015 | 2022 |
| Einwohner                  | 434  | 455  | 427  | 403  | 483  | 492  | 452  | 420  | 423  |
| Quellen: Cassini und INSEE |      |      |      |      |      |      |      |      |      |

## Sehenswürdigkeiten

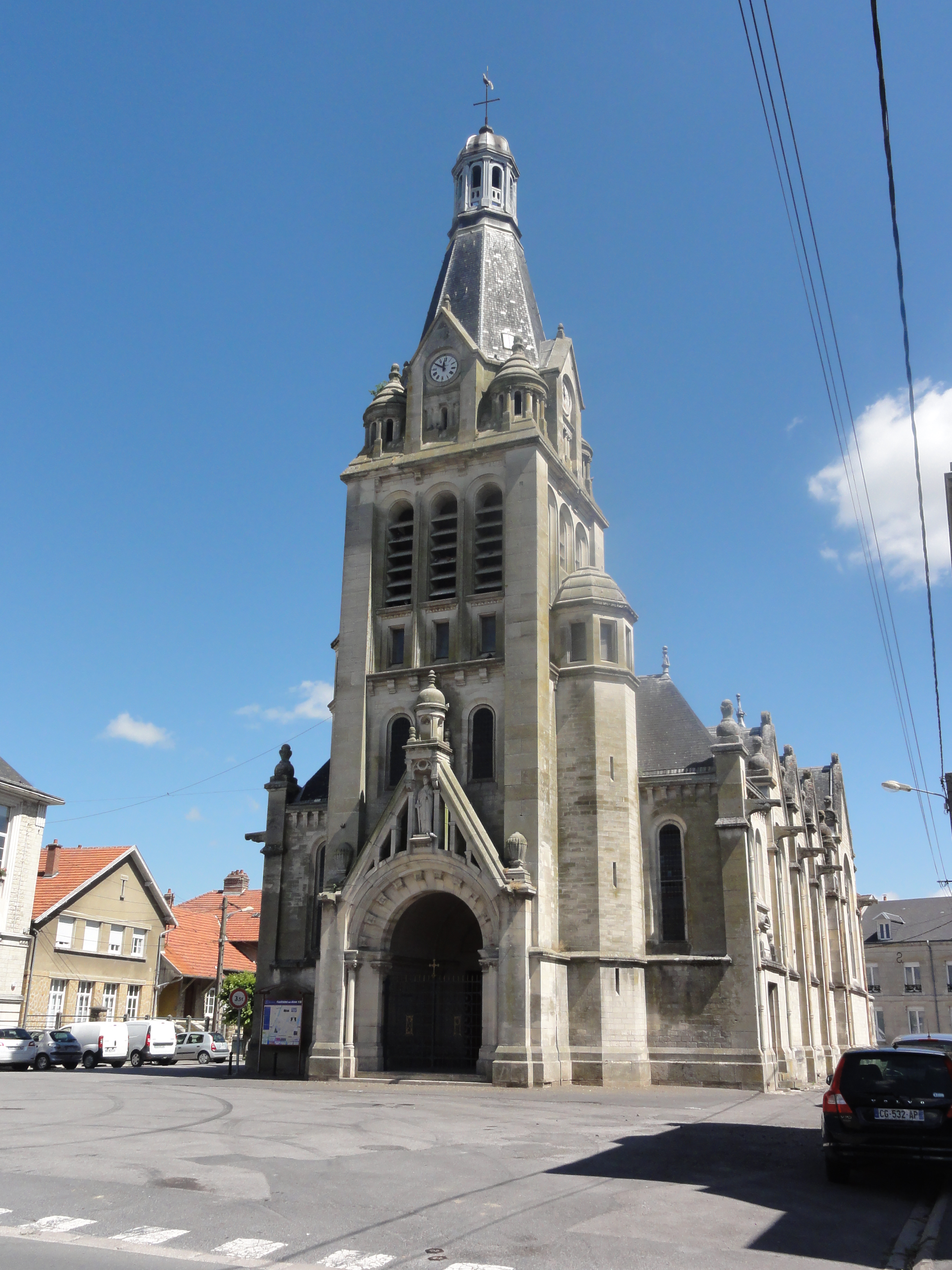
Kirche Saint-Paul
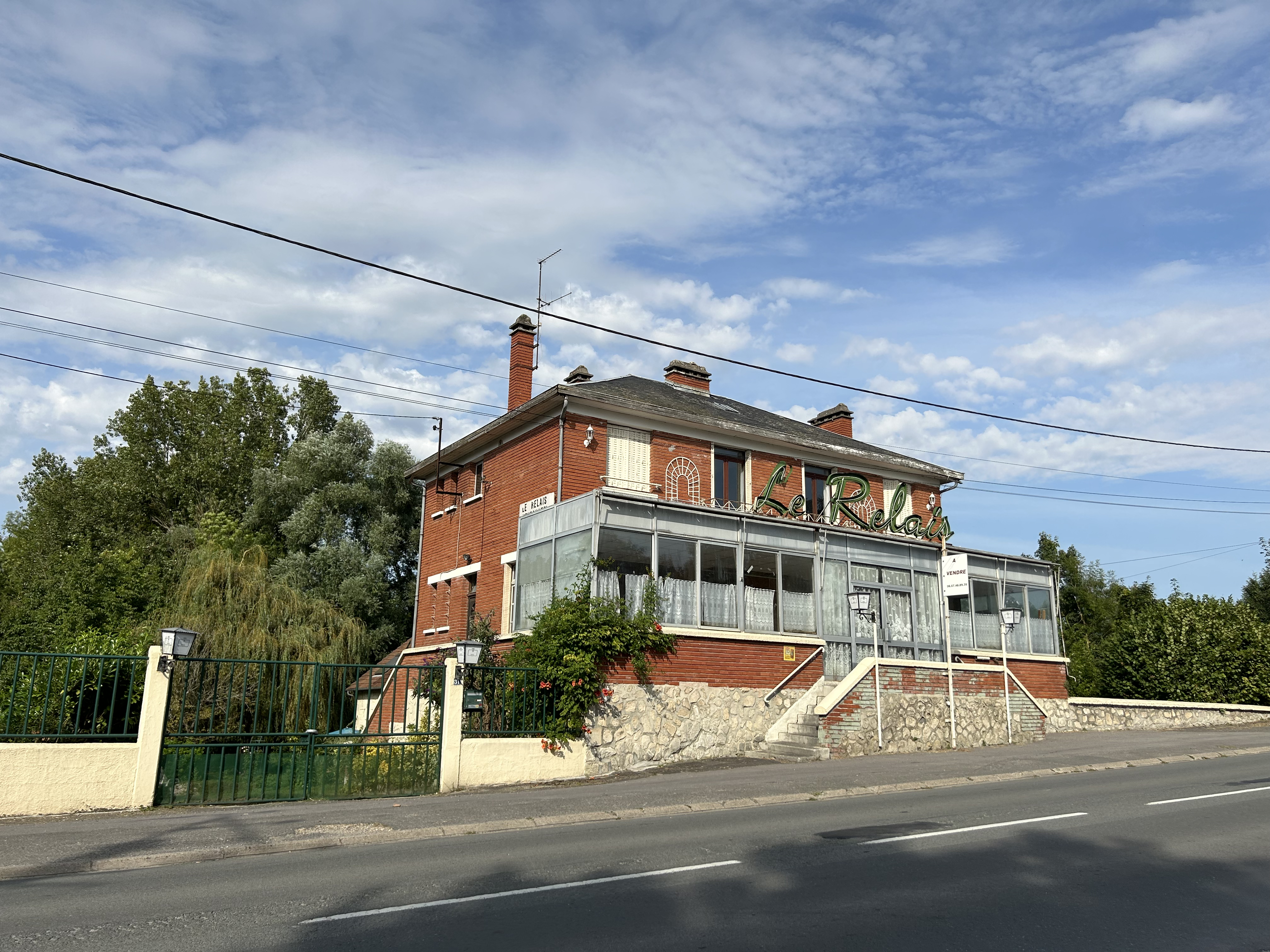
Ehemaliges Restaurant „Le Relais“
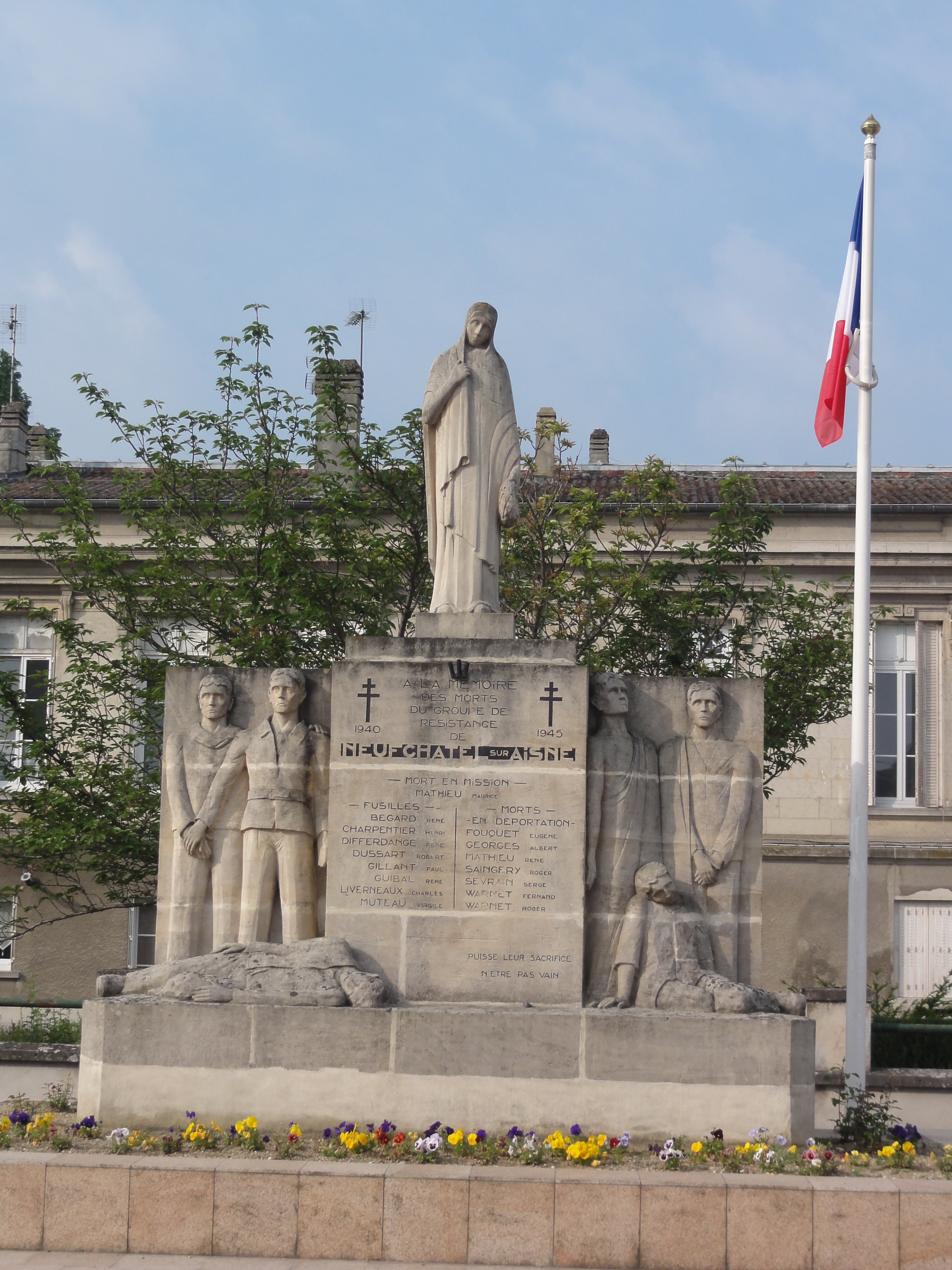
Gefallenendenkmal

- Kirche Saint-Paul
- Ehemaliges Restaurant „Le Relais“
- Gefallenendenkmal